# Semiothisa eleonorata
Semiothisa eleonorata är en fjärilsart som beskrevs av Achille Guenée 1858. Semiothisa eleonorata ingår i släktet Semiothisa och familjen mätare. Inga underarter finns listade i Catalogue of Life.